# Ndolou
La Ndolou est un département de la province de la Ngounié au Gabon. Sa préfecture est Mandji.